# Sivrice (district)
Sivrice is een Turks district in de provincie Elazığ en telt 9.484 inwoners (2007). Het district heeft een oppervlakte van 647,9 km². Hoofdplaats is Sivrice.
De bevolkingsontwikkeling van het district is weergegeven in onderstaande tabel.
| 1997   | 2000   | 2007  |
| ------ | ------ | ----- |
| 15.234 | 13.928 | 9.484 |